# Ростон (Арканзас)
Ростон (енгл. Rosston) град је у америчкој савезној држави Арканзас.

## Демографија
По попису из 2010. године број становника је 261, што је 4 (-1,5%) становника мање него 2000. године.
| Група             | 2000.       | 2010.       |
| Белци             | 111 (41,9%) | 96 (36,8%)  |
| Афроамериканци    | 153 (57,7%) | 163 (62,5%) |
| Азијати           | 0 (0,0%)    | 0 (0,0%)    |
| Хиспаноамериканци | 1 (0,4%)    | 1 (0,4%)    |
| Укупно            | 265         | 261         |